# Гран-Пре
Гран-Пре (фр. Grand-Pré) — канадська сільська громада в окрузі Кінґс, Нова Шотландія. Її французька назва перекладається як «Великий Луг»; громада лежить на східному краю долини Аннаполіс за кілька кілометрів на схід від міста Вулфвілл на півострові, що виступає в басейн Мінасу, оточеному великими фермерськими полями, які охоплюють долини річок Гасперо і Корнволіс. Спільноту прославила поема Генрі Лонгфелло Євангеліна і Національне історичне місце Гран-Пре — місце туризму і паломництва численних гостей з Канади, США та усього світу. 30 червня 2012 року специфічний ландшафт Гран-Пре був визнаний об'єктом Всесвітньої спадщини ЮНЕСКО.
Гран-Пре — батьківщина прем'єр-міністра Канади 1911—1920 років сера Роберта Бордена.

## Історія
Поселення Гран-Пре було засноване приблизно в 1680 році П'єром Мелансоном та П'єром Терріо. П'єр Мелансон, акадійський поселенець, подорожував на схід разом з П'єром Дюґуа з первісного поселення в Порт-Роялі (див. Аннаполіс-Рояль). П'єр, акадієць, що мав змішане походження від французьких гугенотів та англійців, прибув до Порт-Рояля разом із сером Томасом Темплом у 1650-х роках, коли Акадія перебувала під контролем британської корони. П'єр Терріо, батько якого народився вже в Порт-Роялі, близько 1654 року заснував парафію Сен-Жозеф де ла Рив'єр о Канардс. П'єр Мелансон був засновником парафії Сен-Шарль-де-Шайн. Родючість ґрунтів та багатство інших ресурсів у цій місцевості були відомі французам ще з початку століття, коли картограф Самюель де Шамплен обстежував цей регіон. Поселенці швидко засвоїли і широко запровадили технологію будівництва дамб абодо на величезних площах припливних солончаків, ефективно перетворивши їх на кілька тисяч гектарів продуктивних сільськогосподарських земель. Хутори та їх населення швидко зростали, що зробило Гран-Пре головним поселенням Акадії. Населені пункти поширилися від Гран-Пре навколо басейну Мінасу, і в сукупності стали називатися Les Mines або Minas через виявлені родовища міді, обстежені П'єром Дюґуа де Монсом біля входу в долину. До середини 1680-х років населення було достатньо для утримання церкви, тож була утворена парафія Сен-Шарль-де-Мойн.

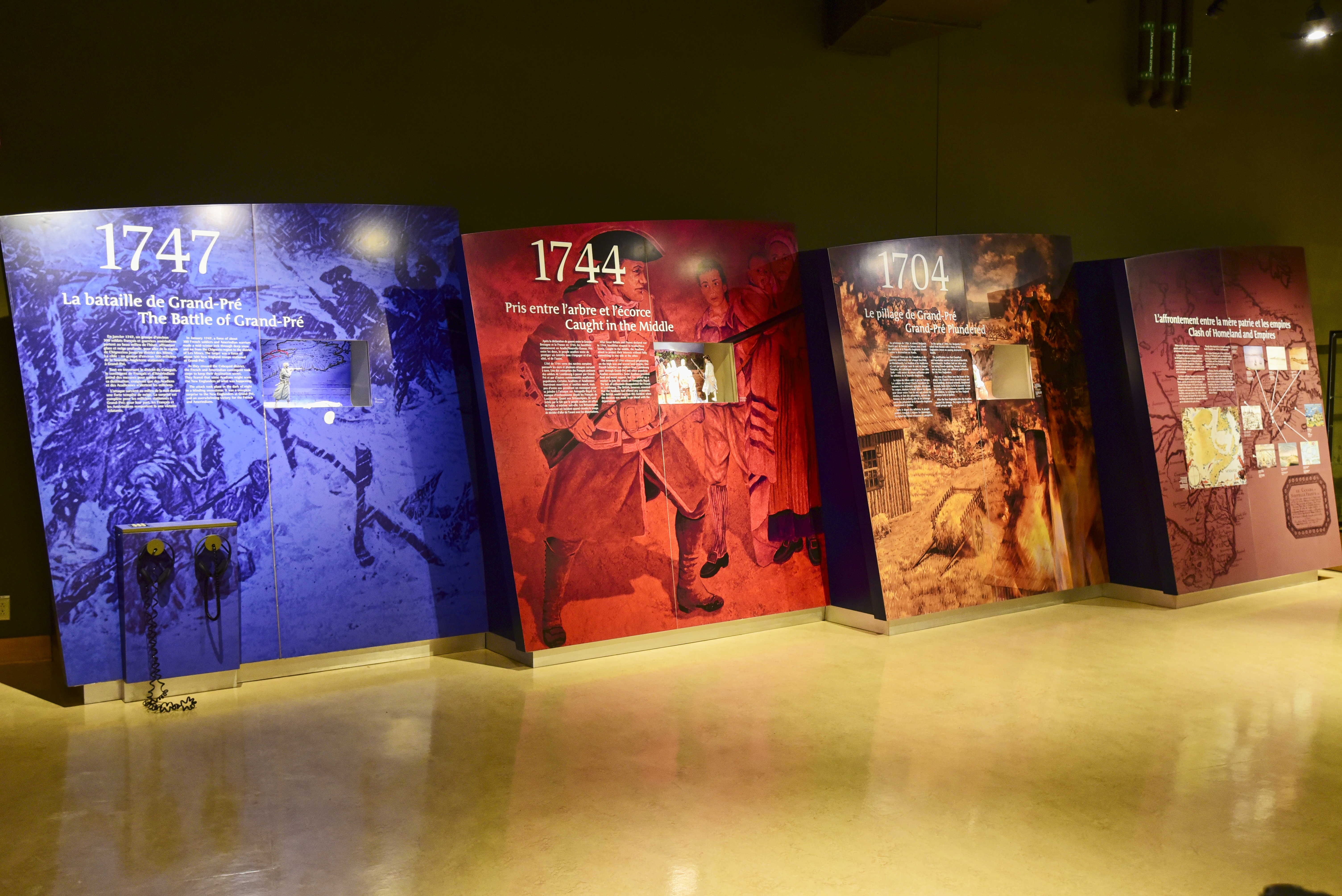
Стенди битв у експозиції музею Гран-Пре

### Війна королеви Анни

#### Рейд на Гран-Пре (1704)
Під час війни королеви Анни рейнджер з Нової Англії Бенджамін Черч спалив село і зруйнував деякі дамби під час нападу на Гран-Пре. У цьому рейді Черч та його рейнджери застрягли на болотистих рівнинах Байє-Франсуа (затоки Фанді), що дало час мікмакам та акадійцям час підготуватися до запеклої оборони села. Зрештою їхній опір було подолано, і Черч спалив село та поля.

### Війна короля Георга

#### Битва за Гран-Пре (1747)
Під час війни короля Георга французькі війська на чолі з Жаном-Батістом Ніколасом Рохом де Рамезе перемогли переважаючі британські сили в нічному рейді у битві за Гран-Пре. Ця битва стала найзначнішою та найкривавішою перемогою французів в Акадії. Однак село залишилося під контролем британців, коли французи відступили.

### Війна отця Ле-Лутра

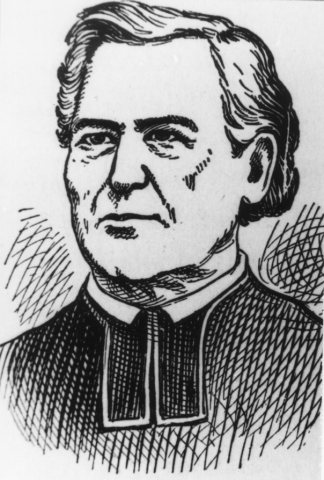
Отець Ле-Лутр

#### Виселення акадійців (1749-1755)
Під час війни отця Ле-Лутра акадійці з Гран-Пре відіграли значну роль у підтримці виходу акадійців з материкової частини Нової Шотландії, який розпочався в 1749 році. Гран-Пре добровільно відгукнулося на прохання Ле-Лутра щодо постачання основних продуктів харчування. Житниця регіону, Гран-Пре вирощувало пшеницю та інше збіжжя, мололо борошно не менш як на одинадцятьох млинах та утримувало стада в кілька тисяч голів великої рогатої худоби, овець та свиней. Стада худоби переганяли від Кобекі до Татамагуша для постачання фортів Босежур, Луїсбург і поселень на Іль-Сен-Жан (Острів Принца Едварда). Інший експорт ішов морем з басейну Мінасу до перешийку Чиньєкто або до гирла річки Сент-Джон, який перевозили акадійськими суднами акадійські купці. Акадійці з Гран-Пре також помагали робочою силою поселенцям перешийку Чиньєкто, щоб побудувати церкву та дамби.

#### Облога Гран-Пре (1749)
Британці побудували Форт Віє-Лоґіс у цьому районі під час війни отця Ле-Лутра, який  акадійці та мікмаки атакували при облозі Гран-Пре. Облога тривала тиждень, і 300 тубільців взяли полонених, які пробули в полоні майже два роки. Зрештою мікмаки відступили.

### Французька та індіанська війна

#### Кампанія за затоку Фанді (1755)

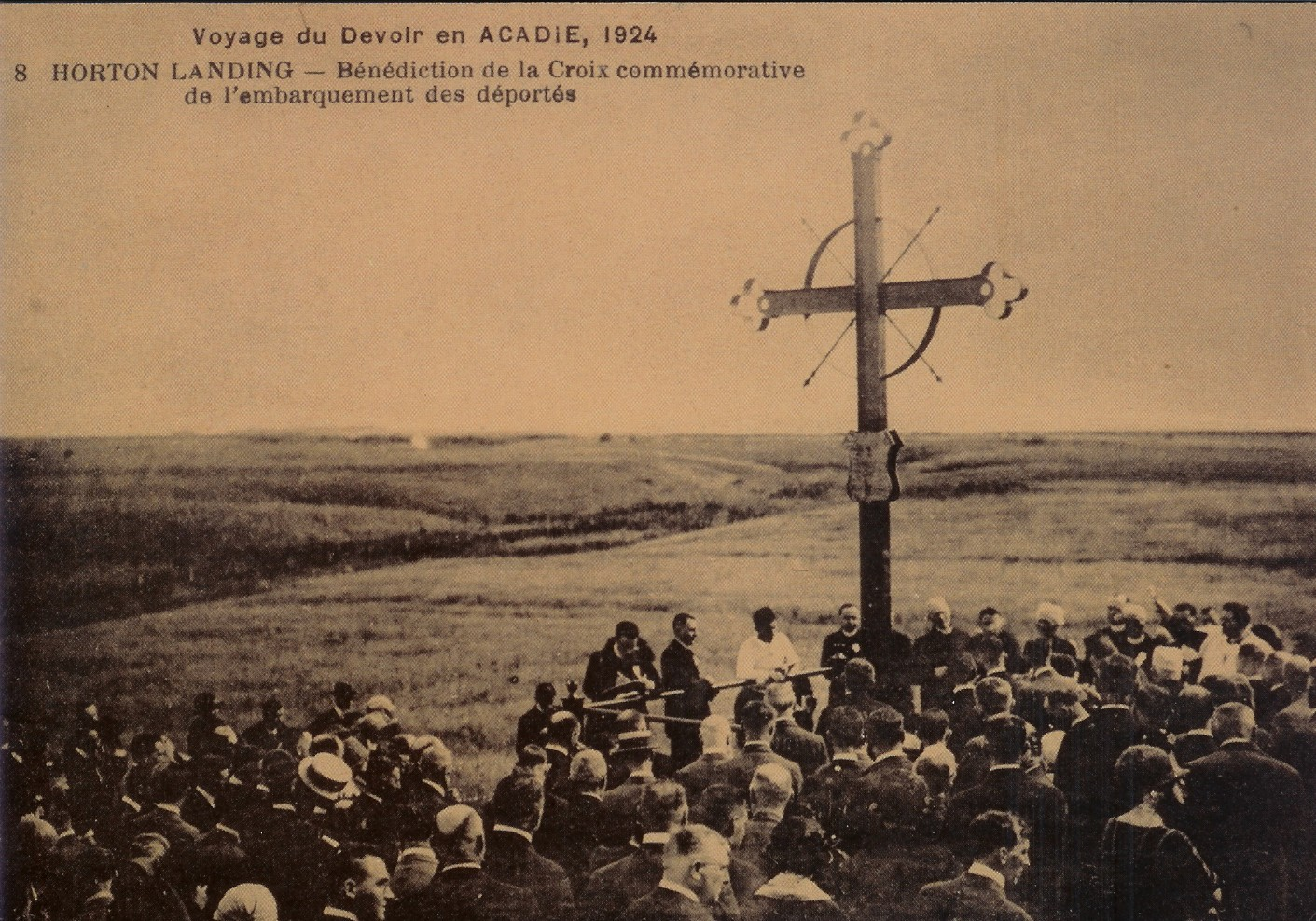
Акадійський меморіальний хрест, Гран-Пре

Під час французької та індіанської війни (північноамериканський театр Семирічної війни ) акадійці були депортовані з Гран-Пре під час кампанії за затоку Фанді (1755). Джерелом інформації про ці події є записки  різних британських військових про депортації з Гран-Пре, наприклад підполковника Джона Вінслоу та Джеремаї Бенкрофта. Місцевість Гран-Пре та події вигнання згодом увічнив американський поет Генрі Лонгфелло в його епічній поемі "Євангеліна.
Акадійці з Гран-Пре були розпорошені по багатьох місцях, а деякі врешті-решт повернулися в інші частини канадського атлантичного узбережжя та островів, такі як Нова Шотландія, Ньюфаундленд та Нью-Брансвік. Багато акадійців, депортованих із району Гран-Пре, врешті-решт оселилися в штатах Нової Англії чи переїхали по суші до Південної Луїзіани у США після того, як їх висаджували на узбережжі Атлантики. У Луїзіані термін-екзонім кейджен еволюціонував від назви акадійців.

#### Плантатори Нової Англії
Після депортації акадійців вільні землі були перезаселені плантаторами Нової Англії в 1760 році і перейменовані на містечко Гортон. Велика міська ділянка з прямолінійною вуличною мережею була прокладена між Гран-Пре та Гортон-Лендінґом на схід, але місцеве фермерське населення воліло оселитися вздовж вододільного горба врозкид, подібно до попередніх мешканців — акадійців. У Гран-Пре було створено кілька шкіл та конґреґацій, включаючи будинок зборів, перетворений на церкву на початку 19 століття, сьогодні відомий як Церква Ковенанта. З часом заклади торгівлі сконцентрувались у сусідньому Вулфвіллі на захід, залишивши за Гран-Пре його роль як сільської громади. Одним із нащадків британських плантаторів був сер Роберт Борден, восьмий прем'єр-міністр Канади, який народився в Гран-Пре в 1854 році. Віндзорська та Аннаполіська залізниці дістались до Гран-Пре в 1869 році, спочатку обслуговуючи громаду невеликою сільською станцією. Тваринництво та сіно з заливних лук стали основним експортом, до якого наприкінці 19 століття приєдналася головна галузь — постачання яблук з долини Аннаполіс. Навколо станції були побудовані чотири великі склади для пакування та відвантаження яблук. У 1920-х роках Атлантична залізниця Домініону збудувала Меморіальний парк Гран-Пре для залучення туристів. Хоча сільське господарство залишалося головною галуззю Гран-Пре, парк перетворив громаду на туристичний об'єкт, а також на меморіал акадійського народу. Врешті-решт парк став національним історичним об'єктом, а в 1957 році був придбаний Канадською службою парків.

## Сьогодні

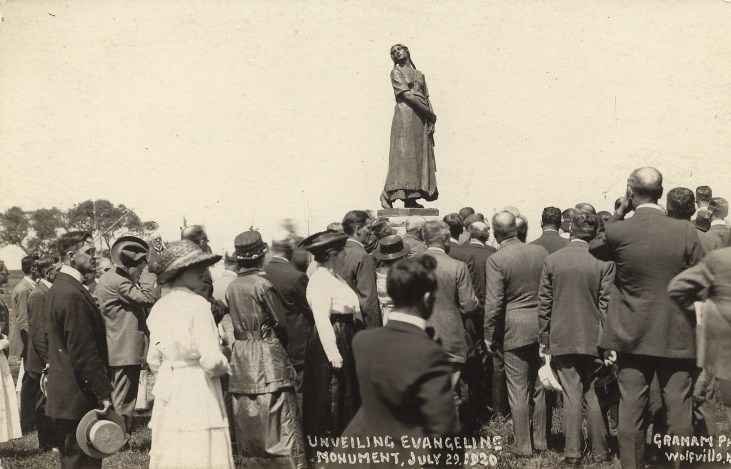
Відкриття статуї Євангеліни (1920) роботи відомого квебекського скульптора Луї-Філіпа Ебера, завершеної посмертно його сином Анрі

На сьогоднішній день Гран-Пре є місцем Національного об'єкту історичної спадщини Гран-Пре, яке в даний час є національним парком, підпорядкованим паркам Канади на згадку про народ акадійців та їх депортацію. Церква Ковенант у Гран-Пре є найстарішою з існуючих пресвітеріанських церков у Новій Шотландії. В громаді знаходиться одне з найвідоміших виноробних підприємств Нової Шотландії, Domaine de Grand-Pré. Гран-Пре — це також перший визначений в Канаді Історичний сільський округ. Офіс кавової компанії Just Us! знаходиться в селі і є додатковою атракцією для туристів. Пляж Євангеліни — це відома зупинка для тисяч прибережних птахів, що мігрують, а також чудова точка спостереження за припливами та відпливами найвищих припливів у світі.

## Демографія

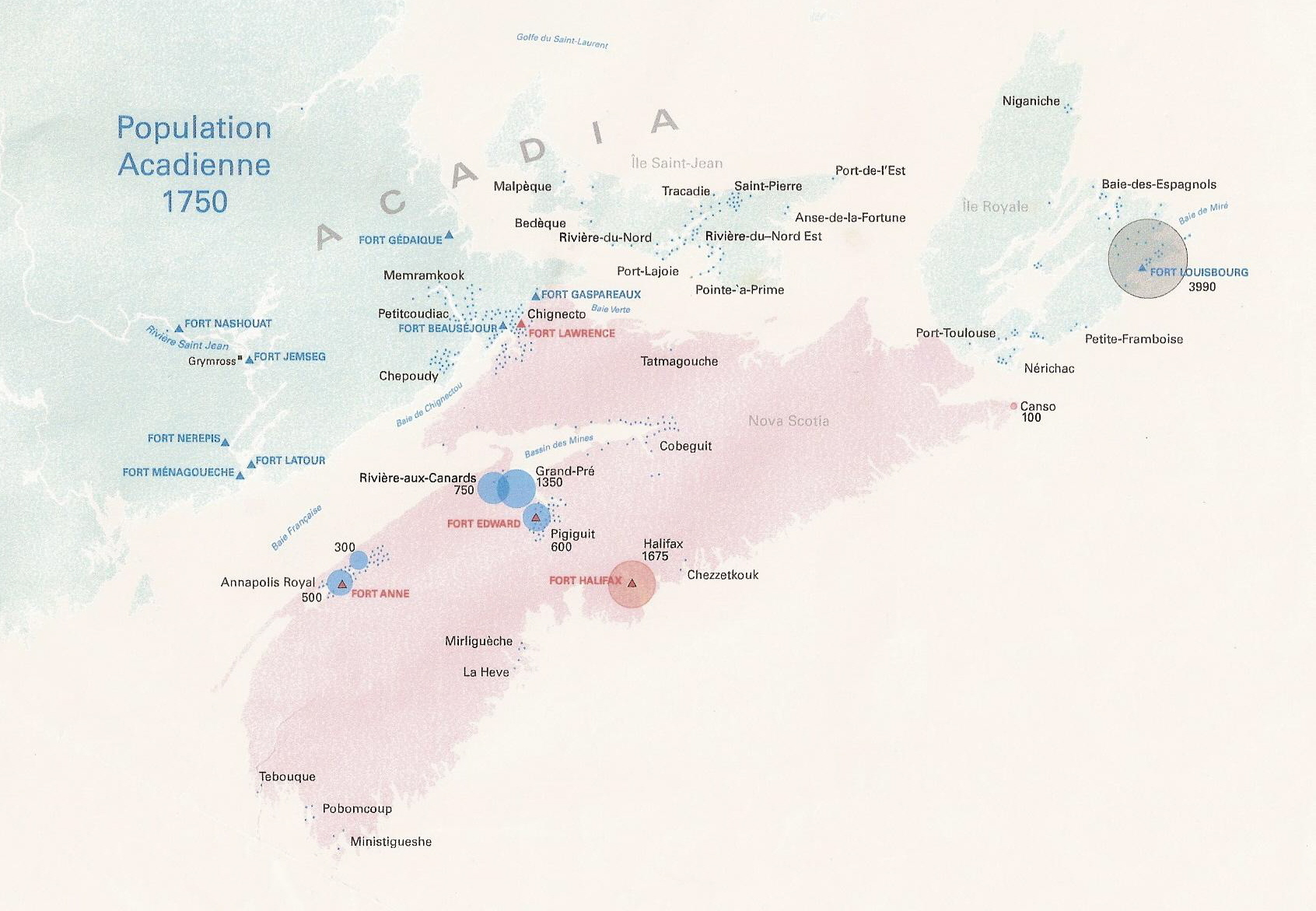
Гран-Пре в 1750 році

Гран-Пре не має офіційного статусу; є тільки конкретні дані для підрозділу D округу Кінґс-Каунті, який включає в себе область між Гантспортом і Вулфвіллом, де розміщені Гран-Пре і кілька інших сіл. У цій області в 2006 році проживало 5499 жителів, порівняно з 5167 у 2001 році, що на 6,4% більше. Середній вік - 44,5, порівняно з 41,8 для провінції. 84,8% населення старші від 15 років, як і в середньому по провінції. 
Що стосується мови, 96,6% жителів є англомовними, 1,4% - франкомовними та 2,0% - алофонами. Франкофонне населення англіцизоване, оскільки вдома 99,3% населення говорять англійською. Щодо знання офіційних мов, 7,2% населення може спілкуватися французькою мовою на різних рівнях, решта - одномовно англомовні.

## Пам'ятки та зовнішні посилання
- Société Promotion Grand-Pré - The National Historic Site
- Grand-Pré National Historic Site [Архівовано 23 липня 2018 у Wayback Machine.]
- Landscape of Grand Pré World Heritage Site [Архівовано 3 липня 2021 у Wayback Machine.]
- Acadian Ancestral Home - a Repository for Acadian History & Genealogy including Grand-Pré [Архівовано 2 грудня 2020 у Wayback Machine.]